# Лориш
Лориш (порт. Loures; [lo(u)ɾɨʃ]) — город в Португалии, центр одноимённого муниципалитета в составе округа Лиссабон. Численность населения — 26,3 тыс. жителей (город), 205 тыс. жителей (муниципалитет). Город и муниципалитет входит в Лиссабонский регион и субрегион Большой Лиссабон. Входит в агломерацию Большой Лиссабон. По старому административному делению входил в провинцию Эштремадура.

## Расположение
Город расположен в 14 км севернее центра Лиссабона и входит в агломерацию Большой Лиссабон.
Муниципалитет граничит:
- на севере — муниципалитет Арруда-душ-Виньюш
- на востоке — муниципалитет Вила-Франка-де-Шира
- на юго-востоке — муниципалитет Лиссабон
- на юго-западе — муниципалитет Одивелаш
- на западе — муниципалитет Синтра
- на северо-западе — муниципалитет Мафра

## Население
| Население муниципалитета Лориш (1890—2011) | Население муниципалитета Лориш (1890—2011) | Население муниципалитета Лориш (1890—2011) | Население муниципалитета Лориш (1890—2011) | Население муниципалитета Лориш (1890—2011) | Население муниципалитета Лориш (1890—2011) | Население муниципалитета Лориш (1890—2011) | Население муниципалитета Лориш (1890—2011) | Население муниципалитета Лориш (1890—2011) | Население муниципалитета Лориш (1890—2011) | Население муниципалитета Лориш (1890—2011) | Население муниципалитета Лориш (1890—2011) | Население муниципалитета Лориш (1890—2011) | Население муниципалитета Лориш (1890—2011) |
| ------------------------------------------ | ------------------------------------------ | ------------------------------------------ | ------------------------------------------ | ------------------------------------------ | ------------------------------------------ | ------------------------------------------ | ------------------------------------------ | ------------------------------------------ | ------------------------------------------ | ------------------------------------------ | ------------------------------------------ | ------------------------------------------ | ------------------------------------------ |
| 1890                                       | 1900                                       | 1910                                       | 1920                                       | 1930                                       | 1940                                       | 1950                                       | 1960                                       | 1970                                       | 1981                                       | 1991                                       | 2001                                       | 2004                                       | 2011                                       |
| 18 219                                     | 22 325                                     | 26 274                                     | 26 684                                     | 29 014                                     | 35 060                                     | 50 440                                     | 102 184                                    | 166 550                                    | 276 467                                    | 322 158                                    | 199 059                                    | 199 231                                    | 205 054                                    |

## История
Город основан в 1886 году.

## Районы
- Апеласан
- Бобадела
- Буселаш
- Камарате
- Лоза
- Лореш
- Мошкавиде
- Портела
- Приор-Велью
- Сакавен
- Сан-Жуан-да-Талья
- Сан-Жулиан-ду-Тожал
- Санта-Ирия-ди-Азоя
- Санту-Антан-ду-Тожал
- Санту-Антониу-душ-Кавалейруш
- Уньюш
- Фаньойнш
- Фриелаш